# Extraliga słowacka w szachach
Extraliga – najwyższa klasa drużynowych rozgrywek szachowych na Słowacji, organizowana od 1992 roku.

## Historia
Pierwsza edycja Extraligi została zainaugurowana w 1992 roku, a uczestniczyły w niej cztery zespoły. Pierwszym mistrzem został ELAI Bratysława. Rok później rozszerzono ligę do 14 drużyn. W 1996 roku liga przybrała format dwunastodrużynowy.

## Medaliści
| Sezon     | 1. miejsce                   | 2. miejsce                           | 3. miejsce                       | Źródło |
| --------- | ---------------------------- | ------------------------------------ | -------------------------------- | ------ |
| 1992/1993 | ELAI Bratysława              | Lokomotíva Trnawa                    | Slovan Bratysława                | [ 1 ]  |
| 1993/1994 | Lokomotíva ŽOS Trnawa        | Slovan Bratysława                    | Slovan Rymawska Sobota           | [ 2 ]  |
| 1994/1995 | Slovan Gemer Rymawska Sobota | Slovan Bratysława                    | Tatran Preszów                   | [ 4 ]  |
| 1995/1996 | Slovan Bratysława A          | Medea Martin                         | Slovan Levice                    | [ 5 ]  |
| 1996/1997 | Radegast Dunaj Bratysława    | Slovan Bratysława                    | Medea Martin                     | [ 3 ]  |
| 1997/1998 | Bestex Nowe Zamki            | Slovan Bratysława                    | Slovan Bratysława jr             | [ 6 ]  |
| 1998/1999 | Slovan Bratysława            | Bestex Nowe Zamki                    | Hydina Koszyce                   | [ 7 ]  |
| 1999/2000 | Tatran Plynoma Preszów       | Hydina Koszyce                       | Slovan Bratysława                | [ 8 ]  |
| 2000/2001 | Slovan Bratysława            | Bestex Nowe Zamki                    | Slovan Bratysława jr             | [ 9 ]  |
| 2001/2002 | Slovan Bratysława            | Hydina Koszyce                       | Slovakofarma Hlohovec            | [ 10 ] |
| 2002/2003 | Hoffer Komárno               | Hydina Koszyce                       | Slovan Bratysława                | [ 11 ] |
| 2003/2004 | Slovakofarma Hlohovec        | Hoffer Komárno                       | Slovan Bratysława                | [ 12 ] |
| 2004/2005 | Liptov Liptowski Mikułasz    | Hoffer Komárno                       | Slovan Bratysława A              | [ 13 ] |
| 2005/2006 | Hoffer Komárno               | sachy.sk Koszyce                     | Zentiva Hlohovec                 | [ 14 ] |
| 2006/2007 | Hoffer Komárno               | sachy.sk Koszyce                     | Zentiva Hlohovec                 | [ 15 ] |
| 2007/2008 | Slávia UPJŠ Koszyce          | Slovan Bratysława                    | Hoffer Komárno                   | [ 16 ] |
| 2008/2009 | Slovan Bratysława            | Inbest Dunajov                       | Slávia Caissa Czadca             | [ 17 ] |
| 2009/2010 | ŠK Prievidza                 | Slovan Bratysława                    | MŠK KdV Kežmarok                 | [ 18 ] |
| 2010/2011 | Slávia Caissa Czadca         | Slávia TU Koszyce                    | Inbest Dunajov                   | [ 19 ] |
| 2011/2012 | 7 Statočných Koszyce         | Slovan Bratysława                    | ŠK PK Trenčín                    | [ 20 ] |
| 2012/2013 | Slovan Bratysława            | ŠK Dunajská Streda                   | Inbest Dunajov                   | [ 21 ] |
| 2013/2014 | ŠK Dunajská Streda           | Inbest Dunajov                       | Slovan Bratysława A              | [ 22 ] |
| 2014/2015 | Angelus Stara Lubowla        | ŠK Dunajská Streda                   | Slovan Bratysława A              | [ 23 ] |
| 2015/2016 | Ferimex Stara Lubowla        | ŠK Dunajská Streda                   | Slovan Commander Bratysława      | [ 24 ] |
| 2016/2017 | ŠK Dunajská Streda           | Reinter Humenné                      | Slovan Commander Bratysława      | [ 25 ] |
| 2017/2018 | ŠK Dunajská Streda           | ŠK Prakovce - www.sachovetreningy.sk | Reinter Snina                    | [ 26 ] |
| 2018/2019 | Inbest Dunajov               | ŠK Dunajská Streda                   | Slovan Commander Bratysława      | [ 27 ] |
| 2019/2020 | CVČ Mladosť VIX Żylina       | Slovan Bratysława                    | ŠK Prakovce                      | [ 28 ] |
| 2021/2022 | ŠK Modra                     | ŠK Dunajská Streda                   | ŠK Prakovce & sachovetreningy.sk | [ 29 ] |
| 2022/2023 | ŠK Dunajská Streda           | ŠK Modra                             | Šachy Reinter Humenné            | [ 30 ] |
| 2023/2024 | ŠK Modra                     | ŠK Dunajská Streda                   | Slávia Caissa Czadca             | [ 31 ] |
| 2024/2025 | ŠK Modra                     | ŠK Dunajská Streda                   | ŠK Čebovce                       | [ 32 ] |